# Intralci
Intralci è una sitcom italiana di genere demenziale, parodia della soap opera statunitense Beautiful, ideata da Maccio Capatonda e andata in onda nel 2006 all'interno del programma All Music Show, sulla rete televisiva All Music.

## Personaggi

### Principali
- Alonzo (Alfonzo) Plumbell e Giacchia: oltre ad essere marito e moglie, sono anche madre e figlio. Giacchia tradisce costantemente Alonzo con Jonasat e cerca in tutti i modi di sbarazzarsi di lui.
- Enzio e Annaluce: oltre ad essere coniugi, sono fratello e sorella. Enzio è inoltre il padre gay di se stesso e di Annaluce. Enzio tradisce Annaluce con Alvara e non si mostrerà per nulla dispiaciuto quando la moglie verrà uccisa per errore. L'uomo, inoltre, va a letto con il giardiniere Manolo e alla fine diventa amante del Medico Maceti.
- Medico Julius Maceti e Brüt: pur amandosi, si tradiscono a vicenda. Maceti, prima, sarà amante di Alvara e poi di Enzio, Brüt prenderà inizialmente una cotta per Enzio e poi per Jonasat. Maceti è il fratello di Giacchia.

### Secondari
- Alvara: è l'amante sia del Medico Maceti che di Enzio. Con quest'ultimo compra un figlio, Maria, che poi abbandonano.
- Jonasat: è l'amante di colore di Giacchia. Alonzo crede che sia suo padre e che il vero nome sia Torquato.
- Giardiniere Manolo: giardiniere muto che lavora sia da Alonzo sia da Enzio. Sembra avere il dono dell'ubiquità, ma si scopre che in realtà ne esistono tanti esemplari in vendita.
- Killer Brunos: viene assoldato da Enzio per uccidere il giardiniere Manolo, ma per sbaglio uccide Annaluce.
- Rebecca: è la figlia rinnegata di Alonzo. Torna dopo 21 anni per impossessarsi dell'eredità paterna, ma il suo piano viene sventato dal Medico Maceti e da Brüt.
- Padre di Giulius: le uniche cose conosciute su di lui sono che ha intrapreso una carriera nello spazio e che è biologicamente più giovane del figlio.
- Maria: è il figlio di Alvara e Enzio.
- Astio Bastianone: è un idraulico molto ricco ed eccentrico.

## Episodi

### Prima puntata
Enzio e Brüt discutono per un insulto rivolto all'uomo da Annaluce; li interrompe una misteriosa telefonata, che definisce Enzio un "rompicoglioni".
Nel frattempo Giacchia e Alfonso copulano, ma il loro rapporto è in crisi; lui le rivela infatti di essere in realtà suo figlio. Successivamente il telefono suona, e qualcuno avverte Giacchia che suo figlio ha avuto un incidente: immediatamente Alfonso cade sul divano in preda a un malore. Una volta giunti in ospedale, il medico Maceti rivela a Giacchia di essere suo padre. Subito dopo un'altra telefonata dice alla donna che suo padre sta avendo un attacco cardiaco (portando il medico Maceti ad avere un infarto), ma lei lo salva rivelandogli di essere in realtà sua sorella (quindi Maceti sarebbe lo zio di Alfonso).

### Seconda puntata
Annaluce è intenta a spostare oggetti su un tavolo quando sbuca Enzio, che le rivela che sua madre è appena resuscitata, suggerendole di chiamarla; la donna tuttavia è contraria, in quanto era stata lei stessa a ucciderla. Giacchia è al capezzale di Alfonso e gli confessa una serie di cose nefaste fatte al marito; dopodiché gli stacca un tubicino con l'intento di ucciderlo. In realtà, il tubicino non era vitale per Alfonso, in quanto collegato al catetere. Giacchia riporta così Alfonso a casa su una carrozzina a rotelle: tra i due inizialmente c'è astio, ma la situazione dopo un po' si placa. 
Enzio intanto rivela ad Annaluce di essere suo padre, e lei gli confessa di essere sua sorella: Enzio scopre così di essere il padre di se stesso.

### Terza puntata
Giacchia si rifiuta di baciare Alonzo (il nome di Alfonso cambia a causa di un errore di battitura), dando la colpa alla sua degenza, e se ne va con il suo amante Jonasat. Enzio e Annaluce discutono del padre di lui (che è Enzio stesso), dopodiché la donna si reca in Polonia per delle faccende domestiche. Enzio, rimasto solo, parla con suo padre (ovvero se stesso), che rivela la sua omosessualità. Ciò causa l'ira del figlio, che sfocia in un episodio di autolesionismo. L'uomo cena poi con Alvara (la sua amante), ma la serata degenera. Il medico Maceti viene disturbato da Brüt, ma una telefonata gli rivela che la moglie ha i duroni, scatenando l'ira di Maceti.

### Quarta puntata
Giacchia e Jonasat hanno un rapporto sessuale, mentre Alonzo, ancora in sedia a rotelle, attende fuori dalla camera. Il medico Maceti si presenta per togliere la fascia dalla testa di Alonzo. Una volta levata la fasciatura, Alonzo guarisce immediatamente, ma non riesce ad alzarsi in quanto trattenuto a sua insaputa da Giacchia. La donna convince il medico Maceti a non rivelare la cosa, sostenendo che Alonzo ha la peste. Enzio è combattuto tra Annaluce e Alvara, portando ad un litigio fra le due. Le donne fanno pace, ma Alvara rivela che Enzio la vuole sposare e che aspetta un figlio da lui. Annaluce tuttavia non se ne cura. Enzio intanto parla con suo padre, finendo per amoreggiare con se stesso.

### Quinta puntata
Brüt accusa il medico Maceti di aver fatto l'amore con Tarla sapendo fosse morta, ma lui dice di non essersene accorto. Alonzo si deprime a causa della peste, mentre Giacchia e Jonasat stanno amoreggiando in camera da letto. Alonzo chiama la donna, che accorre per consolarlo, ma una telefonata interrompe il loro dialogo. In linea c'è una donna che vuole sapere se c'è il suo Jonasat e Giacchia (per vendicarsi dell'amante) dice ad Alonzo che era il medico Maceti, che le ha spiegato che non era lui quello affetto da peste, ma il Giardiniere Manolo. Una volta liberato dal laccio che lo lega alla sedia a rotelle, Alonzo si alza e i due fanno l'amore. Brüt e il medico Maceti fanno pace, ma lui continua ad amoreggiare con il cadavere di Tarla. Annaluce accusa Enzio di usarla. Brüt regala un paracadute aperto al medico Maceti, ma questo gli causa un soffocamento.

### Sesta puntata
Brüt rivela a Giacchia (sorella di Maceti) quello che ha fatto al marito. Brüt parla poi con Annaluce, confessandole che vuole tradire il medico Maceti prima che questi ritorni in vita. Tuttavia, mentre stanno discutendo lui resuscita, grazie alla sua professione di medico; in quello stesso istante, però, Brüt perde la vista. Alonzo vuole cacciare il Giardiniere Manolo perché appestato, ma la moglie/madre Giacchia lo convince che lui è un portatore sano di peste nera. Brüt mente sulla sua cecità (per tranquillizzare i presenti), ma si tradisce portando in tavola un pollo crudo invece dell'orzo chiesto da Maceti.

### Settima puntata
Il medico Maceti benda Brüt per nascondere i suoi occhi senza vista, e successivamente finge di essere completamente sordo, così da non avere problemi con la sua amante. Giacchia e Alonzo sono a letto, e lei gli rivela che non lo tradirebbe mai (se non con suo padre) quando improvvisamente Jonasat esce da un armadio, presentandosi come il padre dell'uomo. Enzio sta disegnando su un foglio, ma viene disturbato da Annaluce. Alonzo parla con suo padre Jonasat e gli chiede perché è nero: gli viene spiegato che è così perché ha lavorato il carbone. Alonzo fa però che suo padre si chiamava Torquato, ma Giacchia lo convince che Jonasat è un diminutivo.

### Ottava puntata
Alonzo chiama Enzio e gli rivela che il giardiniere Manolo è appestato. Enzio e Annaluce si bardano con un completo per resistere ai rischi epidemiologici, ma finiscono per amoreggiare. Brüt parla al telefono con la madre delle sue difficoltà con il marito. Il medico Maceti dice di avere capito la causa della sua cecità e per guarirla la barda con un cappotto e un pesante copri-orecchie; in questo modo può amoreggiare indisturbato con la sua amante Alvara. Enzio va a casa di Alonzo per fuggire da Manolo, ma lo incontra anche lì. Dopo essersi messo una protezione, si dispone sul divano a parlare con Alonzo, ma improvvisamente la camera da letto, in cui stanno amoreggiando Giacchia e Jonasat, cede.

### Nona puntata
Alonzo chiama un idraulico (Astio Bastianone) per rimettere a posto la stanza. Intanto il giardiniere Manolo deve usare il bagno, ma è occupato da Annaluce che ci si è barricata per isolarsi da lui. Giulius rivela all'amante che ha reso temporaneamente cieca la moglie con della tropina, per venire a letto con lei. Alvara se ne va, e Giulius rimane da solo con la moglie; dopo un dialogo commovente, le leva le bende facendola tornare normale.

### Decima puntata
Alonzo e Enzio discutono sulla malattia del giardiniere Manolo. Enzio assolda il killer Brunos per eliminare il giardiniere. Alonzo, Enzio e Giacchia cenano assieme; poco dopo, Giacchia riceve una telefonata di Annaluce e le rivela che il Giardiniere Manolo non ha la peste, e le svela l'inganno. Enzio la sente, ma non riesce a fermare il killer. Brunos, infatti, si appresta ad eliminare Manolo ma, per errore, uccide Annaluce.

### Undicesima puntata
Giulius e Brüt stanno amoreggiando, ma, a causa di un'incomprensione, litigano pesantemente; vengono interrotti dal citofono, e i due si interrogano se aprire la porta o no. Enzio è contento che Manolo non sia morto, ma si accorge che Annaluce è deceduta e chiede a Manolo di sbarazzarsene. Giulius finalmente si decide ad aprire la porta e scopre che è suo padre (che lui pensava morto nello spazio). Giacchia si veste a lutto per la morte di Annaluce, mentre Enzio festeggia con Manolo. Giacchia convince Alonzo che la morte di Annaluce sia colpa sua, dato che Enzio era con lui a spassarsela quando lei è morta.

### Dodicesima puntata
Giulius si comporta come un bambino piccolo con suo padre, mentre i due discutono del suo lavoro di medico e sulla sua vecchiaia. Enzio e Manolo, intanto, stanno continuando i festeggiamenti e Enzio (come padre) ci prova con il giardiniere, mentre la sua parte di figlio lo sgrida. Alvara chiama Enzio, per riferirgli di aspettare un figlio da lui; inizialmente Enzio (padre) non ne vuole sapere, ma poi Enzio (figlio) prende il controllo e si informa sulle modalità di spedizione. Una volta conclusa la chiamata, Enzio chiama una S.p.a. e ordina un figlio, comunicando l'indirizzo di Alvara. Alonzo si colpevolizza per la morte di Annaluce e per espiare mangia del gommo e finisce per litigare con Giacchia. Il padre di Giulius gli rivela che sua madre è morta, ma poi di comune accordo fanno finta che la conversazione non abbia mai avuto luogo. Alvara riceve il bambino (interpretato da un uomo adulto).

### Tredicesima puntata
Alonzo invita Giacchia a Dudine per il concerto di Amedeo Mango, ma lei declina l'invito perché a ha perso una gamba. La donna chiama Jonasat per fare l'amore, ma Alonzo è già di ritorno. Giacchia gli spiega che ha ritrovato la gamba dietro il divano. Una volta che Alonzo si è ritirato nelle sue stanze, Giacchia e Jonasat fanno l'amore a sua insaputa. Giulius chiama Brüt, ma finiscono per litigare a causa dei loghi della trasmissione. Enzio (padre) fa l'amore con Manolo. Alvara porta a casa il loro bambino, ma lei ed Enzo litigano a causa del giardiniere Manolo seminudo nel letto. Lei se ne va, appioppandogli il figlio.

### Quattordicesima puntata
Giulius racconta a Brüt di essere stato appena licenziato. Enzio decide di chiamare suo figlio Maria; successivamente viene chiamato dal killer Brunos per la fattura dell'omicidio, ma Enzio gli spiega che visto il suo fallimento è disposto a versare solo metà della cifra. Giulius confessa a Brüt che potrebbe essere licenziato a causa del furto di una dozzina di cuori; poi decide di creare uno studio medico tutto suo. Giacchia distrugge tutti i CD di Amedeo Mango di Alonzo, causandogli una crisi esistenziale.

### Quindicesima puntata
Enzio litiga con Maria perché ha nascosto il giardiniere Manolo, ma il citofono li interrompe; è Alvara, che si è pentita ed è disposta a creare una famiglia con loro. Alonzo amoreggia con Giacchia, ma non riescono a baciarsi a causa dei loro nasi. Alonzo chiama così il medico Maceti per farsi levare il naso. Enzio e Alvara si domandano perché Maria sia così grande e si interrogano su come faranno a mantenerlo. Alonzo rivela la sua assenza di naso a Giacchia e i due incominciano a baciarsi fino a quando Alonzo non rimane senza ossigeno, tanto da svenire.

### Sedicesima puntata
Alonzo è in rianimazione, a causa della perdita del naso. Il medico Maceti spiega a Giacchia che la sua vita è legata alle pile di un ventilatore che lo sta rifornendo d'aria. Enzio mortifica Alvara perché ha smaltito Maria nel cassonetto del vetro e non nell'organico. Rebecca (la figlia di Alonzo) si presenta a Brüt: in un flashback capiamo che Rebecca era scappata dal padre 21 anni prima, portando con sé moltissimi soldi. Brüt inavvertitamente rivela a Rebecca dove può trovare il padre. Enzio intanto va da Giacchia per restituirle il giardiniere Manolo.

### Diciassettesima puntata
Il medico Maceti si colpevolizza per il naso asportato ad Alonzo, ma viene interrotto da Brüt che gli dice che deve intervenire su Rebecca. Giacchia sta accudendo Alonzo, ma viene interrotta da Rebecca, che vuole far firmare al padre il rinnovo dell'abbonamento della rivista "Molluschi e trattori". Quando lui sta per firmare, interviene improvvisamente il medico Maceti per fermarlo, in quanto si tratta in realtà di un testamento a favore di Rebecca, che fugge. Enzio, Alvara e Brüt si ritrovano assieme; Enzio deve scegliere una delle due donne, per intraprendere con lei una nuova attività. Sfruttando Manolo per tirare a sorte, la scelta ricade su Brüt. Lo spettatore scopre però che Enzio ha influenzato la scelta.

### Diciottesima puntata
Il medico Maceti ha impiantato una protesi ad Alonzo (in realtà una maschera di Groucho Marx). Enzio dice a Brüt che ha bisogno del suo aiuto, ma non le vuole rivelare per cosa. Alonzo si lamenta con Giacchia a causa del riverbero della sua voce causato dalla sua protesi. Il medico Maceti chiama Giacchia per discutere del segreto tra Enzio e Brüt. Enzio intanto rivela a Brüt che ha bisogno di lei per spostare il divano. Maceti li sorprende e si infuria. Enzio gli spiega che lo ha fatto solo per una questione immobiliare, ma questo non placa l'ira di Maceti che porta via Brüt dando un calcio al divano. Malgrado ciò, Enzio è soddisfatto in quanto Maceti ha spostato il divano esattamente dove voleva.

### Diciannovesima puntata
Giacchia e Alonzo litigano fin quando lui la minaccia con il divorzio. L'uomo viene però interrotto da uno strappo al collo, e parte uno spot per un rimedio sulle contratture muscolari. Dopo lo spot, Giacchia e Alonzo vanno di nuovo d'amore e d'accordo. Enzio viene sorpreso dal medico Maceti, ma a causa di un dialogo confuso finiscono a letto insieme. Jonasat si fa visitare da Brüt, che ha preso il posto del marito in qualità di medico. Giacchia e Alonzo riscoprono la passione e si amano di nuovo. Jonasat ci prova con Brüt, ma viene scoperto da Maceti.

### Ventesima puntata
Enzio parla al telefono con Alonzo, e gli rivela che ha comprato un altro giardiniere Manolo. L'uomo dice poi che vuole dare una festa in casa sua e invita l'amico. Enzio poi invita anche suo padre (cioè sé stesso). Maceti, molto adirato, va a trovare Alonzo e gli racconta di Jonasat e Brüt; successivamente impazzisce e minaccia di fare una strage. Alonzo e Giacchia vanno alla festa di Enzio ma, siccome non c'è nessun altro, lo denigrano. Maceti rinfaccia a Brüt la fattura che Jonasat le ha mandato per il rapporto amoroso. Lei gli promette che da quel momento sarà più attenta, e Maceti la perdona. Enzio annulla la festa e accompagna Giacchia e Alonzo alla porta. Infine, si siede sul divano e guarda uno spot in TV del giardiniere Manolo.

## Altri media
In una puntata di Unreal TV (parodia di Real TV sempre prodotta da Capatonda) viene mostrato un incidente sul set d'Intralci.